# Verbandsgemeinde Saarburg
Verbandsgemeinde Saarburg – dawna gmina związkowa w Niemczech, w kraju związkowym Nadrenia-Palatynat, w powiecie Trier-Saarburg. Siedziba gminy związkowej znajdowała się w mieście Saarburg.

## Podział administracyjny
Gmina związkowa zrzeszała 16 gmin, w tym jedną gminę miejską (Stadt) oraz 15 gmin (Ortsgemeinde):
1. Ayl
2. Fisch
3. Freudenburg
4. Irsch
5. Kastel-Staadt
6. Kirf
7. Mannebach
8. Merzkirchen
9. Ockfen
10. Palzem
11. Saarburg
12. Schoden
13. Serrig
14. Taben-Rodt
15. Trassem
16. Wincheringen

1 stycznia 2019 została połączona z gmina związkową Kell am See tworząc jednocześnie nową gminę związkową Saarburg-Kell